# Nikita Wygłazow
Nikita Siergiejewicz Wygłazow, ros. Никита Сергеевич Выглазов (ur. 28 października 1985 w Oleniegorsku) – rosyjski hokeista.

## Kariera
- HK Iżoriec (2000-2003)
- Łokomotiw Sankt Petersburg (2003-2004)
- SKA 2 Sankt Petersburg (2004-2005)
- SKA Sankt Petersburg (2004-2005)
- Spartak Sankt Petersburg (2005-2006)
- Chimik-SKA Nowopołock (2006-2007)
- Dynama Mińsk (2007-2008)
- Zauralje Kurgan (2008)
- Awangard Omsk (2008-2009)
- Awangard 2 Omsk (2008/2009)
- Mietałłurg Nowokuźnieck (2009-2010)
- Jermak Angarsk (2010)
- Mietałłurg Nowokuźnieck (2010-2014)
- Awtomobilist Jekaterynburg (2014)
- Witiaź Podolsk (2012-2019)
- HK Soczi (2019-2020)

Wychowanek SKA Sankt Petersburg. Od listopada 2010 ponownie zawodnik Mietałłurga Nowokuźnieck. Od stycznia 2014 zawodnik Awtomobilista Jekaterynburg. Od maja 2014 zawodnik Witiazia Podolsk. Od końca listopada 2019 do połowy 2020 był zawodnikiem klubu z Soczi.